# Christiaen van Couwenbergh

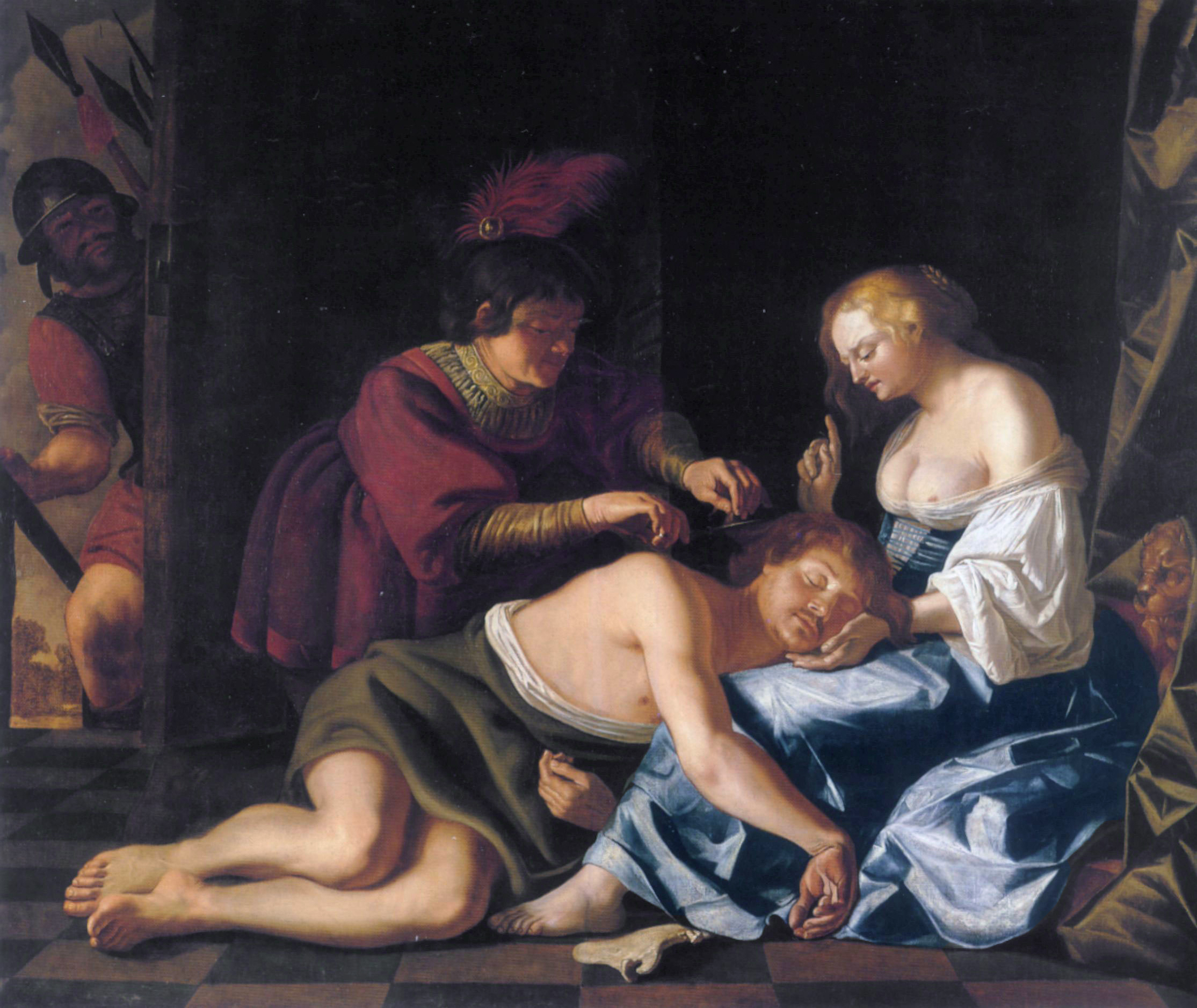
La captura de Samsó, obra de Couwenbergh.

Christiaen van Couwenbergh (Delft, 8 de juliol de 1604- Köln, 4 de juliol de 1667) fou un artista holandès nascut el 1604, originari de la ciutat de Delft.
Fill d'un orfebre de Mechelen i nebot del pintor Jacob Vosmaer. Va ser deixeble de Jan Dircksz van Nes. També va passar un temps formant-se a la ciutat d'Utrech, entre els anys 1624 i 1626, on va rebre influències d'altres pintors de gènere com ara Gerard van Honthorst.
No es va unir al gremi de Delft fins al 1627. Poc després, es va casar amb Elisabeth van der Dussen, filla d'un prominent fabricant de cerveses i oficial de la Companyia de les Indies Orientals, que va exercir d'alcalde de Delft.
El seu estil era internacional en la mesura que es va inspirar en pintors com Rubens o el cosmopolita Van Honthorst, cosa que li va servir per treballar per als palaus principescos de La Haia i els edificis públics del sud d'Països Baixos.
A més de quadres mitològics pels palaus de Honselaardsdijk i Rijswijk, entre els anys 1650 i 1651, Van Couwenbergh va pintar els frisos amb motius de caça i trofeus militars del port d'Oranjezaal, a Huis ten Bosch. Es creu que va ser aquest projecte el que va motivar que el pintor es traslladés amb tota la seva família a l'Haia, entre 1647 i 1648. També va pintar cartrons per a tapissos de moda i retrats de família. El seu domini de l'anatomia, però, era més aviat escàs. En canvi, tenia un do per als efectes i l'erotisme, de línies suaus, ja fos en escenes bíbliques o temes de gènere.
El 1654, un any després que morís la seva esposa, es va retirar a Colònia, on va continuar pintant fins a la seva mort, el 1667.
Entre els seus clients més il·lustres destaquen Federic Enric, príncep d'Orange, i la princesa Cristina de Suècia.

## Etimologia
L'Institut Holandès d'Història de l'Art ha identificat les següents variants del nom d'aquest artista:
- Chritiaen van Couwenbergh
- Christiaen van Couwenberg
- Christiaen van Couwenberch
- Christyan Couwenbergh
- Corstiaen van Couwenbergh
- Corstijaen Couwenbergh
- Christiaen van Coubergen
- Christiaen Couberghe
- Christijan Couwenbergh
- Korstinen Couwenbergh
- Christiaen Couwenburch
- Christiaen Couwenburgh
- Christiaen Kouwenberg
- Christian Cawenbergh
- Monograma: C B.